# Кожушко, Олег Александрович
Оле́г Алекса́ндрович Кожу́шко (укр. Олег Олександрович Кожушко; 17 февраля 1998 года; Николаев, Украина) — украинский футболист, нападающий клуба «Буковина».

## Биография

### Ранние годы
Родился в Николаеве. Воспитанник СДЮСШОР «Торпедо». Первый тренер Иван Дзеба. В 2012 году на турнире в Никополе на него обратили внимание тренеры днепропетровского «Днепра» и пригласили продолжить занятия футболом в академии их клуба. В Днепропетровске Кожушко занимался у тренера Игоря Хоменко.

### Игровая карьера
После завершения обучения в 2015 году Олег Кожушко подписал профессиональный контракт с «Днепром». В дебютном сезоне 2015/16 выступал в основном за юношескую команду до 19 лет. В 21 игре в юношеском чемпионате забил в ворота соперников «днепрян» 12 голов, став лучшим бомбардиром команды и четвёртым бомбардиром всего турнира. Кроме того 18-летний нападающий успел сыграть четыре матча в составе «молодёжной» команды Дмитрия Михайленко, в которых отличился ещё дважды.
В заключительном матче дебютного сезона 15 мая 2016 года Олег дебютировал и в Премьер-лиге. Матч 26-го тура чемпионата Украины между «Днепром» и «Олимпиком» никак не мог повлиять на турнирное положение «днепрян», поэтому Мирон Маркевич решил дать больше игрового времени резервистам. Кожушко вышел в стартовом составе и на 69-й минуте был заменён на Сергея Назаренко. После столь удачного первого сезона нападающий долгое время не играл вообще из-за проблемы с паховыми кольцами, однако уже начиная с 13-го тура начал регулярно появляться на футбольном поле — командой в то время уже руководил хорошо ему знакомый Дмитрий Михайленко.
После завершения 2016/17 сезона, в котором команда потеряла место в УПЛ и практически теряла профессиональный статус в связи с дисциплинарными санкциями: как и ряд других игроков, покинул клуб. В результате чего в следующем 2017/18 сезоне под руководством все того же Дмитрия Станиславовича начал играть за только что созданный СК «Днепр-1», дебютировавший во второй украинской лиге, одержав серебряные награды турнира и получив право выступать в следующем по рангу дивизионе — через год выиграл с днепрянами золотые награды Первой лиги Украины, выйдя таким образом с командой в элиту украинского футбола. Однако следующий сезон на правах арендного соглашения провёл в составе другого премьер-лигового клуба, а именно: «Колос» (Ковалёвка).
В сентябре 2020 года игрок вошел в состав одесского «Черноморца», который на тот момент выступал в первой лиге. В начале следующего года отправился в Армению, где выступал за столичный клуб «Пюник». Летом 2021 года прибыл на межсезонный просмотр в «Александрию», с которой в итоге 27 июня 2021 года заключил трудовой договор. В июле 2023 года подписал двухлетний контракт с клубом «Кривбасс», возглавляемый Юрием Вернидубом. В составе которого в первом же сезоне (2023/24) стал лучшим бомбардиром команды, которая в свою очередь завоевала бронзовые медали чемпионата Украины. В следующем сезоне нападающий в составе «красно-белых» дебютировал в еврокубках (провёл по 2 матча в квалификации Лиги Европы и Лиги Конференций).
В марте 2025 года подписал контракт с футбольным клубом «Буковина».

#### В сборной
В течение 2014—2017 годов вызывался в юношеские сборные Украины U-16, U-17, U-18 и U-19, в составе которых провёл 31 поединок и отличился 3 голами.
В ноябре 2018 года вызвался в состав молодежной сборной Украины, однако в тот период в составе украинской «молодежки» так и не сыграл. Дебют состоялся уже в июне 2019 в матче против сверстников из Кипра, в том же поединке отличился и дебютным голом. Также в период 2019 года принял участие еще в трех матчах: против сверстников из Израиля, Мальты и Греции.

## Достижения
«Кривбасс»
- Бронзовый призёр чемпионата Украины: 2023/24

«Днепр-1»
- Победитель Первой лиги Украины: 2018/19
- Серебряный призёр Второй лиги Украины: 2017/18

«Черноморец»
- Серебряный призёр Первой лиги Украины: 2020/21

## Статистика выступлений
- В высших дивизионах Украины и Армении провёл 128 матчей, забил 15 голов.
- В кубковых турнирах Украины и Армении провёл 15 матчей, забил 2 гола.
- В Еврокубках провёл 4 матча.
- В составе юношеско-молодежных сборных Украины провёл 35 матчей, забил 4 гола.
- В соревнованиях ПФЛ Украины (первая и вторая лига) провёл 46 матчей, забил 13 голов.
- В юношеско-молодежных соревнованиях УПЛ (U-19 и U-21) провёл 35 матчей, забил 15 голов.
- В ДЮФЛ Украины провёл 76 матчей, забил 20 голов.